# Robbery (canción)
«Robbery» (en español, «Robo») es una canción grabada por el cantante estadounidense Juice WRLD. Fue lanzado el 14 de febrero de 2019, a través de Grade A Productions a través de licencias exclusivas para Interscope Records, como el sencillo principal de su segundo álbum de estudio, Death Race for Love.

## Antecedentes y composición
Fue producido por Nick Mira, quien también produjo el sencillo «Lucid Dreams», certificado como Multi-platinum. Rolling Stone describió la canción como «oscura y melodramática», mientras la llamaba una «metáfora torpe sobre una mujer que exige amor» de Juice.

## Video musical
El video musical oficial de la canción fue publicado en el Día de San Valentín para Lyrical Lemonade, un canal de YouTube propiedad de Cole Bennett, quien dirigió el video junto con varios de los otros videos musicales de Juice.
En cuanto a la trama, se muestra a Juice bebiendo una botella de Hennessy mientras camina por la boda de su examante con otra persona, para "adormecer el dolor" y "lidiar con la agonía". Poco después, mientras se marcha, arroja su cigarrillo encendido sobre una flor en poder de un invitado, lo que finalmente causa la destrucción del lugar.

## Personal
- Jarad Higgins - voz, composición
- Nick Mira - productor, composición
- Brandon Dickinson Jr. - mezcla, persona de estudio

## Posicionamiento

### Tabla de posiciones
| Lista (2019)                              | Mejor posición |
| ----------------------------------------- | -------------- |
| Australia (ARIA)                          | 41             |
| Bélgica (Ultratip Flanders)               | 18             |
| Canadá (Canadian Hot 100)                 | 22             |
| República Checa (Singles Digitál Top 100) | 69             |
| Dinamarca (Tracklisten)                   | 37             |
| Irlanda (IRMA)                            | 22             |
| Letonia (LAIPA)                           | 15             |
| Lituania (AGATA)                          | 29             |
| Países Bajos (Top 100 individual)         | 81             |
| Nueva Zelanda (música grabada NZ)         | 33             |
| Noruega (VG-lista)                        | 24             |
| Eslovaquia (Singles Digitál Top 100)      | 45             |
| Suecia (Sverigetopplistan)                | 56             |
| UK Singles (Compañía oficial de gráficos) | 39             |
| US Billboard Hot 100                      | 27             |
| US Hot R&B / Hip-Hop (Billboard)          | 13             |